# Famille Alies
La famille Alies est une famille de magistrats quercynois (Montauban) anoblie par la charge de capitoul en 1539.

## Nom de Famille
Aujourd'hui le patronyme semble essentiellement porté sous les formes Alies et Dalies.
Cependant, le nom de famille s'est écrit indifféremment Alies, Dalies, d'Alies voire Aliez ou Alliez, qui, selon le Dictionnaire universel de la noblesse, serait une orthographe plus ancienne depuis Renaud d'Alliez baron de Caussade.

## Généalogie
- Raymond Alies (1500-), docteur en droit, juge ordinaire du Quercy, capitoul[N 1] en 1539, en 1546 et en 1556[2], anobli par cette charge[1].
  - Bernard, le premier juge ordinaire du Quercy, convertit au protestantisme vers 1560
    - Antoine (1560-)
      - Marie mariée avec Jean de Caumont, baron de Montbéton, de Saint-Étienne

      - Marthe s'est mariée avec Samuel de Colom, receveur des tailles à Figeac
      - Jean Alies (1600-1687), Baron de Caussade, seigneur de Réalville, maître d'hôtel du roi, receveur des tailles et trésorier de France à Montauban. Il épouse Marie Patry.
        - Antoine (1630-1717), Baron de Caussade, conseiller du roi en son Conseil d'État. Émigre à Genève en 1686. Il épouse Marthe de Garrisson (1642-1700) le 29 avril 1669, au château de Montbéton (Tarn-et-Garonne). Ils auront dix enfants, dont :
          - Jonathan
          - David, seigneur de la Tour, pasteur à Delft puis Copenhague
          - Marthe-Marie émigre à Genève en 1689. Elle épouse Jean-Robert Tronchin (banquier suisse).
          - Marthe émigre à Genève en 1689. Elle épouse B.J. Courault, seigneur du Portail.
          - Marguerite
          - Anne, épouse de George Polier, seigneur de Saint-Germain (1675-1759)
          - Jean (1683-1752), Baron de La Tour, de Caussade et Seigneur de Réalville, Conseiller du roi, Président à la Cour des Aides de Montauban (notamment grâce à Samuel), gouverneur de la ville de Caussade. Il épouse Jeanne de Caumont (de Montbéton)
            - Paul-Antoine (1704-1787), Baron de Caumont, de Saint-Étienne, de Bazian, de Caussade, seigneur de Réalville, Avocat au Parlement, président à la Cour des Aides de Montauban, il fait construire avec son frère Paul un nouvel hôtel qui deviendra au XIXe siècle la résidence de l'évêque, puis jusqu'à aujourd'hui l'hôtel de ville de Montauban. Il épouse Jeanne-Gabrielle du Faur, de Pibrac
              - Marguerite, mariée avec Jean Joseph de Franc, Marquis de Mongey
                - Fleur

            - Marie-Marthe, épouse Jean-Jacques de Scorbiac en 1731
              - Jean-Guichard de Scorbiac

            - Marthe
            - Paul (1710-1788), avocat au Parlement, président à la Cour des Aides de Montauban, succédant à son frère aîné Paul-Antoine (lettre de provision d'office du 4 avril 1750). Il épouse Marie-Charlotte de Foissac, de Fontgrave le 11 novembre 1755
              - Marie-Marthe mariée en 1778 avec François de Vivans
              - Marie-Pierre
              - Marie (représentant de la noblesse aux États-Généraux de 1789, mariée à Maurice-Jean-Jacques de Scorbiac, comte, baron d'Empire le 23 mai 1782 à l'église Saint-Jacques de Montauban
                - Amé
                - Coralie
                - Casimir
                - Maurice

              - Jean
              - Marie-Catherine

            - Marie-Thabita, elle épouse Antoine de Guibert, de Reynery, de Quint, Baron de Benque le 8 novembre 1746

        - Jean Alies (1633-1714), seigneur de Martel, Trésorier de France et banquier, ruiné en 1673 (banqueroute). Crée la Raffinerie de sucre de Bordeaux. Réside sans doute au domaine de Martel à Réalville (Tarn-et-Garonne). Il épouse Marie Petau (puis séparés)
          - Louise-Charlotte

        - Samuel (1635-1713), Baron de La Tour, receveur général des finances du Dauphiné, Maître de la Chambre aux deniers du Roi, Financier et industriel, proche de Jean-Baptiste Colbert, il approvisionne la Marine royale, il achète la charge de maître de la Chambre aux deniers en 1676, fortune équivalente à celle des ducs et pairs, converti au catholicisme depuis 1676.
        - Nicolas (1639-1680), Seigneur de Réalville, collaborateur de son frère Samuel, exploitant forestier et fournisseur de la Marine, il participe au développement des activités industrielles liées à la fourniture d'ancres et de canons. Il décède sans descendance.

  - Jean (1530-), docteur en droit, avocat au parlement de Toulouse, capitoul de 1562 à 1565.
    - Jeanne épouse Antoine de Bouloc en 1571, le châtelain de la forêt royale de Montech

## Personnages notables

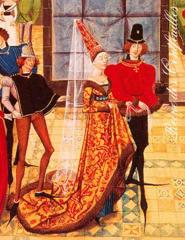
Isabeau Alies, mariage à Montauban au XVe siècle

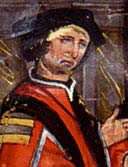
Raymond Alies

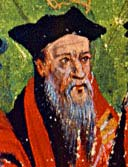
Jean Alies

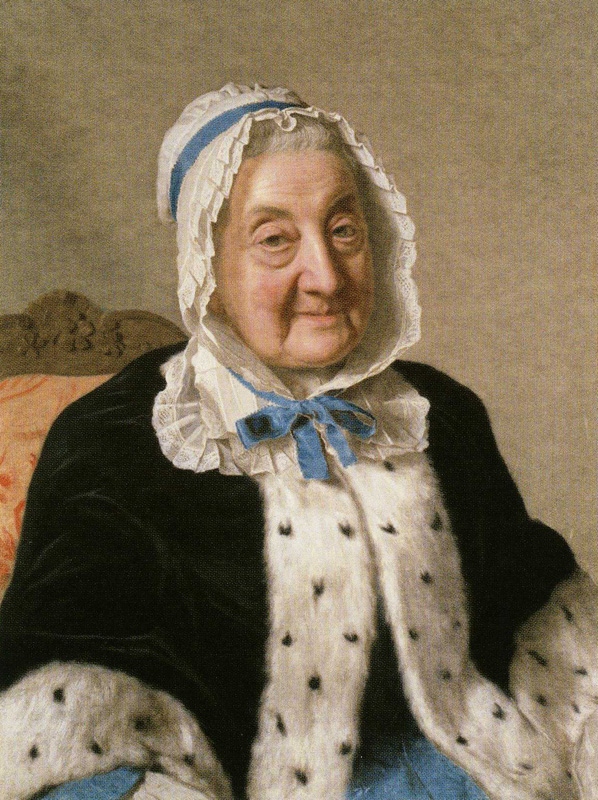
Marthe-Marie Alies, épouse Tronchin, en 1758, réfugiée à Genève en 1689

### XVIesiècle
Raymond Alies, né vers 1500, docteur en droit et juge ordinaire du Quercy, a été capitoul en 1539, en 1546 et en 1556. Chaque mandat a duré un an. Il fut anobli par cette charge. Il est le propriétaire, en 1519 d'un hôtel particulier à Montauban. Il n'y a pas de sources sûres quant à l'ascendance de Raymond Alies, son père aurait été juge et son grand-père, mais c'est aussi très incertain, franc-archer du Quercy vers 1450. Il eut un frère, Renaud, et une sœur, Isabeau, celle-ci se maria avec Pierre de Nupces. Il eut deux fils : Bernard et Jean, le premier juge ordinaire du Quercy embrassa la religion réformée vers 1560 et apporta une descendance à la famille, le second, Jean, a été capitoul.
Jean Alies, fils de Raymond Alies, né vers 1530, docteur en droit et avocat au parlement de Toulouse, a été capitoul (capitoulat de la Dalbade) de 1562 à 1565. Il eut une fille, Jeanne, qui se maria avec Antoine de Bouloc en 1571, le châtelain de la forêt royale de Montech, elle eut quatre enfants. En 1554, dans un testament, il lègue tous ses biens pour fonder un hôpital au cas où sa fille viendrait à décéder sans enfant légitime (ce qui ne sera pas le cas).
Antoine Alies, né vers 1560, c'est le fils de Bernard Alies et donc le neveu de Jean Alies (voir ci-dessus). Trésorier général de la maison de Bourbon-Navarre et receveur des tailles du Quercy. Il eut trois enfants, Marie, Marthe et Jean. Marie Alies s'est mariée avec Jean de Caumont, baron de Montbéton, de Saint-Étienne et eut deux enfants. Marthe Alies s'est mariée avec Samuel de Colom, receveur des tailles à Figeac.

### XVIIesiècle
Jean Alies (de Caussade, de Réalville), fils d'Antoine Alies (voir ci-dessus), né vers 1600, mort en 1687. Baron de Caussade, seigneur de Réalville, maître d'hôtel du roi, receveur des tailles et trésorier de France à Montauban. Il vivait dans l'actuel hôtel de Scorbiac, aujourd'hui rue Léon-Malville. Marié avec Marie Patry, il eut quatre enfants : Antoine, Jean, Samuel et Nicolas.
Antoine Alies (de Caussade), fils de Jean Alies, né en 1630, mort en 1717. Baron de Caussade, conseiller du roi en son Conseil d'État. Émigre à Genève en 1686. Marié le 29 avril 1669, au château de Montbéton (Tarn-et-Garonne), avec Marthe de Garrisson (1642-1700) (par le ministère de Thomas Satur, en présence de David de Caumont, baron de Montbéton). Il eut dix enfants avec sa femme Marthe de Garrisson dont Jonathan, David (seigneur de la Tour, pasteur à Delft puis Copenhague), Marthe-Marie, Marthe, Marguerite, Anne (mariée avec George Polier, seigneur de Saint-Germain (1675-1759) et Jean. Marthe-Marie et Marthe s'enfuient toutes les deux à Genève en 1689. Marthe-Marie épouse Jean-Robert Tronchin (banquier suisse) et Marthe épouse B.J. Courault, seigneur du Portail.
Jean Alies (de Martel), frère d'Antoine, né en 1633, mort en 1714. Seigneur de Martel. Trésorier de France et banquier, ruiné en 1673. Crée la Raffinerie de sucre de Bordeaux. Réside sans doute au domaine de Martel à Réalville (Tarn-et-Garonne). Marié avec Marie Petau (puis séparés), il eut une fille, Louise-Charlotte.
Samuel Alies (de La Tour), fils de Jean, né en 1635, mort en 1713. Baron de La Tour, receveur des tailles à Montauban puis receveur général des finances du Dauphiné. Maître de la Chambre aux deniers du Roi. Financier et industriel proche de Jean-Baptiste Colbert, il approvisionne la Marine royale. Il fournit d'abord des mats à l'arsenal de Toulon. Puis développe en divers lieux du Dauphiné et du Nivernais de nombreuses forges afin de procurer à la Marine les ancres puis les canons dont elle a besoin. Il développe également l'industrie du drap (à Villeneuvette). Samuel constitue l'archétype du grand brasseur d'affaires, auxiliaire indispensable de la monarchie absolue. La mort de Colbert, celle de Condé mais surtout la révocation de l'édit de Nantes le poussent à la retraite dans un retour discret aux sources. Si Jean Alies de Martel fait banqueroute en 1672, Samuel connaît alors l’apogée de sa prospérité : il achète la charge de maître de la Chambre aux deniers en 1676, le comté de Jouy-en-Josas en 1683. À cette date, sa fortune se monte à 1 400 000 livres environ (passif déduit), soit le niveau atteint par les ducs et pairs. La mort de Colbert, celle de Condé mais surtout la révocation de l'édit de Nantes le poussent à la retraite dans un retour discret aux sources. Converti au catholicisme depuis 1676, Samuel Alies consacre les dernières décennies de sa vie à apurer le passif de sa gestion financière et à jouer les prosélytes à Montauban, où les conversions sont non moins massives qu’insincères. Enfin, il obtient pour son neveu une charge de président à la Cour des aides de Montauban. Quand Samuel meurt, en 1713, ses héritiers renoncent à la succession.
Nicolas Alies (de Réalville), fils de Jean, né en 1639, mort en 1680. Seigneur de Réalville, collaborateur de son frère Samuel. D'abord exploitant forestier et fournisseur de la Marine, il participe au développement des activités industrielles liées à la fourniture d'ancres et de canons. Il décède sans descendance.

### XVIIIesiècle
Jean Alies (de La Tour, de Réalville, de Caussade), fils d'Antoine, né en 1683, mort en 1752. Baron de La Tour, de Caussade et Seigneur de Réalville. Conseiller du roi en ses conseils, Président à la Cour des Aides de Montauban (notamment grâce à Samuel), gouverneur de la ville de Caussade (lettre de provision d'office du 23 juin 1723). Réside à Caussade mais aussi sans doute à Montauban dans l'ancien hôtel familial, rue Léon-Maleville (actuellement hôtel de Scorbiac). Il est également propriétaire à Montauban en 1746 d'une résidence rue des Bains (gâche de Tarn et Tescou). Il tient de son père les domaines de Réalville et de Caussade, de sa mère le domaine de Bressols (famille de Garrisson) et de son épouse le domaine et le château de Montbéton (famille de Caumont). Marié avec Jeanne de Caumont (de Montbéton), il eut cinq enfants : Paul-Antoine, Marie-Marthe (mariée en 1731 avec Jean-Jacques de Scorbiac, elle eut un fils, Jean-Guichard), Marthe, Paul et Marie-Thabita (mariée le 8 novembre 1746, Toulouse, Haute-Garonne, avec Antoine de Guibert, de Reynery, de Quint, Baron de Benque, elle eut trois enfants).
Paul-Antoine Alies (de Caumont, de Saint-Étienne, de Bazian, de Caussade, de Réalville), fils de Jean, né en 1704, mort en 1787. Baron de Caumont, de Saint-Étienne, de Bazian, de Caussade, seigneur de Réalville. Avocat au Parlement, président à la Cour des Aides de Montauban, succédant à son père (lettre de provision d'office du 10 décembre 1728). En 1746, il est propriétaire à Montauban (gâche de Montmurat), rue de la Cour de Toulouse (aujourd'hui rue Léon-Maleville). Il s'agit de la principale demeure familiale, ayant appartenu dès 1516 à son ancêtre Raymond Alies. Transmise ultérieurement par sa nièce Marie Alies à la famille de Scorbiac, elle est aujourd'hui connue sous le nom d'hôtel de Scorbiac. Il fait construire avec son frère Paul, sur une autre propriété de la famille (gâche de Tarn et Testou) un nouvel hôtel qui deviendra au XIXe siècle la résidence de l'évêque, puis jusqu'à aujourd'hui l'hôtel de ville de Montauban. Il possède toujours les domaines de Caussade et de Réalville, hérités de son arrière-grand-père, celui de Bressols hérité de sa grand-mère Marthe de Garrisson, ainsi que la prestigieuse baronnie de Bazian héritée de sa grand-tante Anne de Garrisson (veuve de Louis de Bourbon). Il conserve de sa mère, Jeanne de Caumont, le château de Montbéton. Marié avec Jeanne-Gabrielle du Faur, de Pibrac, il eut une fille, Marguerite (mariée avec Jean Joseph de Franc, Marquis de Mongey, elle eut une fille, Fleur).
Paul Alies fils de Jean, né en 1710, mort en 1788. Avocat au Parlement, président à la Cour des Aides de Montauban, succédant à son frère aîné Paul-Antoine (lettre de provision d'office du 4 avril 1750). Marié le 11 novembre 1755 avec Marie-Charlotte de Foissac, de Fontgrave, il eut cinq enfants : Marie-Marthe (mariée en 1778 avec François de Vivans) ; Marie-Pierre ; Marie (représentant de la noblesse aux États-Généraux de 1789, mariée le 23 mai 1782 à l'église Saint-Jacques de Montauban à Maurice de Scorbiac, comte, baron d'Empire, chevalier de la Légion d'honneur, conseiller général de Tarn-et-Garonne, elle eut quatre enfants : Amé, Coralie, Casimir et Maurice) ; Jean ; Marie-Catherine.

## Alliances
La famille s'allia à de nombreuses familles nobles (que ce soit de la petite, moyenne ou haute noblesse comme pour les Caumont) essentiellement du midi : les d'Aymeric, les Bertier, les Bouloc, les Caumont (branche de Montbéton), les Colom, les de La Tour, les Foissac, les Franc, les Garrisson, les Gautier, les Godailhe, les Guibert, les Martel, les Nupces, les Rieupeyroux, les Saint-Just, les Scorbiac, les Vivans, les du Bourg, les du Faur…

## Seigneuries
Les seigneuries de Caussade, Réalville, Martel, de la Tour, Caumont, Bazian, Saint-Étienne, Montbéton, Mondonville… ont été entre les mains de la famille.

## Demeures et châteaux
- L'hôtel d'Alies de Montauban que Paul-Antoine Alies (1704 - 1787) fait construire avec son frère Paul[N 5].
- L'hôtel de Scorbiac, situé à Montauban, anciennement rue de la Cour de Toulouse, devenue aujourd'hui rue Léon-Malville. Propriété de la famille Alies de sa construction au XVIIIe siècle. L'édifice est propriété de Raymond Alies en 1519. Jean Alies (1600-1687), Baron de Caussade y vivait. Il est st devenu la propriété des d'Aliès par le mariage en 1704 de Jean d'Aliès, baron de Caussade et seigneur de Réalville, président de la Cour des Aides avec Jeanne de Caumont[4]. Le Cardinal de Richelieu y sera hébergé en 1629 lors de sa venue à Montauban afin d'y rétablir le culte catholique.
- Le château Martel à Réalville : Au XVIIe siècle, Jean Daliès est seigneur de Martel[5].

Demeures
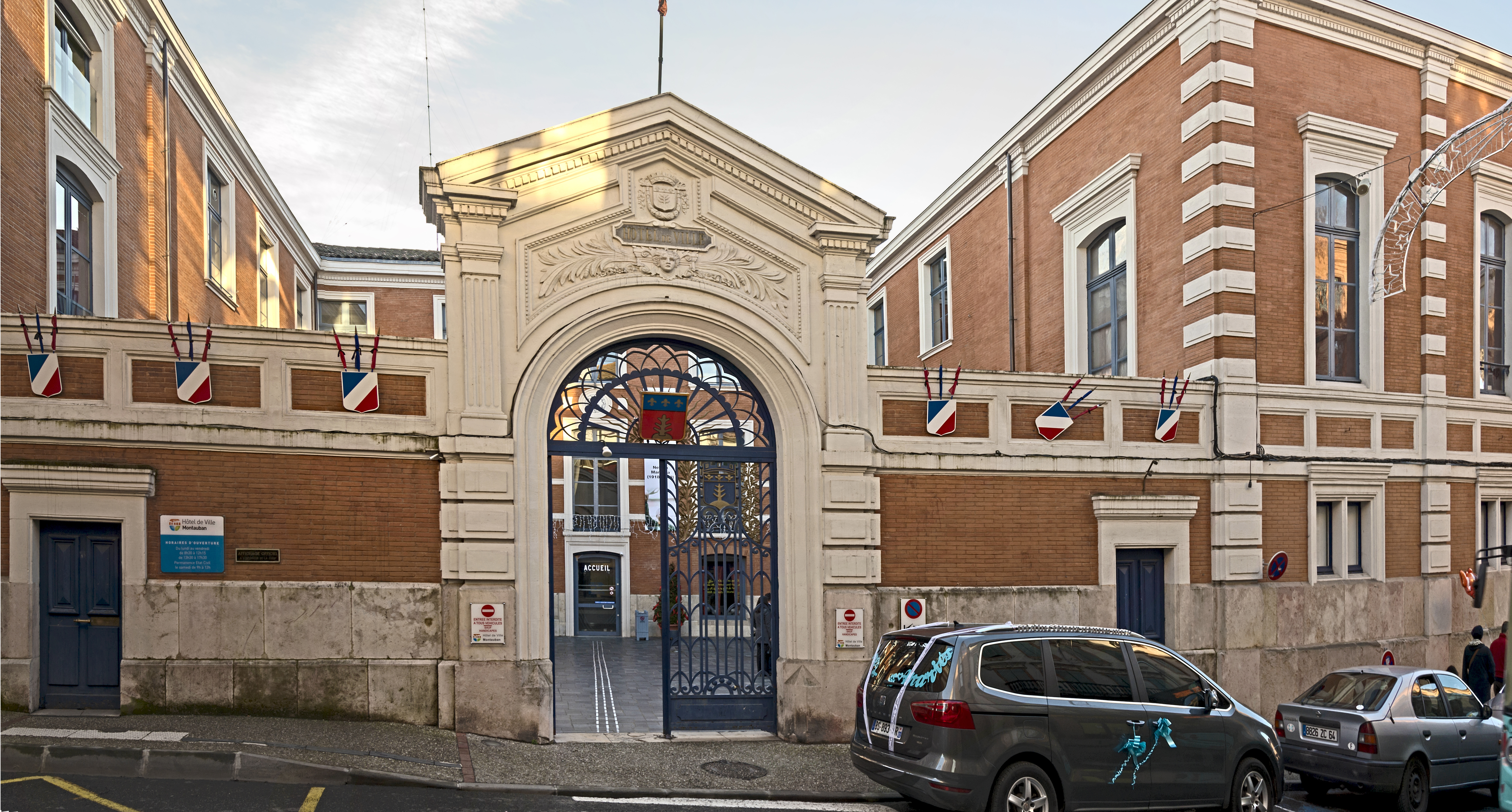
L'hôtel d'Alies de Montauban, actuelle mairie.
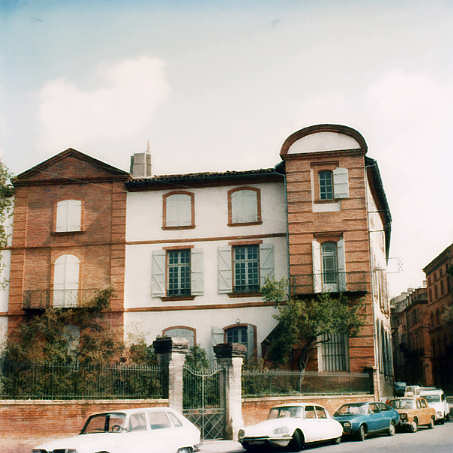
L'hôtel de Scorbiac, propriété de la famille Alies de sa construction au XVIIIe siècle.

## Armoiries
| Blason | Blasonnement : Écartelé : aux 1 et 4 d'azur au chien d'argent ; aux 2 et 3 fascé d'argent et de gueules de huit pièces, à la bande d'azur chargée de trois étoiles d'or. Commentaires : Plusieurs interprétations peuvent être faites s'agissant du chien (devenu lévrier à partir du XVIIe siècle) : il symbolise généralement la fidélité ; il peut éventuellement remonter à l'époque cathare et symboliser alors la fidélité à Dieu. Le chien pourrait également et vraisemblablement renvoyer à la fonction de capitoul, celui-ci ayant une fonction de chef militaire et se voyant assurer la protection de l'une des entrées de Toulouse en cas d'attaque. |